# جام یوهان کرایف ۲۰۱۹
جام یوهان کرایف ۲۰۱۹ ۲۴مین دوره جام یوهان کرایف خواهد بود که سالانه بین قهرمانان لیگ برتر فوتبال هلند و جام حذفی فوتبال هلند برگزار می‌شود. این مسابقه بین دو تیم آژاکس آمستردام، قهرمان جام حذفی فوتبال هلند ۱۹–۲۰۱۸ و پی‌اس‌وی آیندهوون، نایب‌قهرمان لیگ برتر فوتبال هلند ۱۹–۲۰۱۸ برگزار می‌شود. این بازی در روز ۲۷ ژوئیه ۲۰۱۹ در ورزشگاه یوهان کرایف آرنا در آمستردام برگزار می‌شود.

## بازی
| آژاکس                           | ۲–۰ | پی‌اس‌وی |
| ------------------------------- | --- | ------ |
| کسپر دولبرگ ۱' · دیلی بلیند ۵۳' |     |        |